# One57
One57 is een wolkenkrabber in New York. Het gebouw is een van de tien hoogste wolkenkrabbers van de stad. Het pand is gelegen aan 157 West 57th Street in Midtown Manhattan. De 57th Street, die in de naam van de wolkenkrabber is opgenomen, is een van de belangrijke verkeersaders van Manhattan. One57 ligt 200 meter en twee blokken ten zuiden van Central Park en schuin tegenover Carnegie Hall. Het gebouw wordt door heel wat New Yorkers vervloekt omdat het een te groot deel van de dag en een te groot deel van het jaar een schaduw werpt over een niet onaanzienlijk deel van Central Park. Na 432 Park Avenue is het het hoogste residentieel gebouw van de stad.
Architect was de Franse Pritzker Prize-winnaar Christian de Portzamparc. De bouw werd uitgevoerd tussen april 2009 en 2014. Bij de doortocht van orkaan Sandy op 29 oktober 2012 brak de arm van de bouwkraan van de werf, waardoor 57th Street zes dagen lang onderbroken bleef voor alle verkeer. Het duurde meerdere maanden eer de kraan vervangen kon worden door een nieuw exemplaar, waarbij de omgeving tijdelijk terug moest geëvacueerd worden.
De lagere verdiepen worden ingenomen door een Park Hyatt Hotel met 210 kamers. Het hotel levert desgewenst ook diensten aan de appartementsbewoners. De hogere verdiepen bevatten 92 luxe appartementen ontworpen door de Deense binnenhuisarchitect Thomas Juul-Hansen. Gemeenschappelijk voor de appartementsbewoners is een privaat zwembad, private fitness ruimtes, een bibliotheek met biljarttafels en een aquarium, een klein auditorium voor concerten en films en een feestzaal voor maaltijden met grotere gastengroepen.
Voor het penthouse, gelegen op de twee hoogste verdiepingen van het gebouw, werd in januari 2015 100.471.452,77 $ betaald, wat op dat moment het hoogste bedrag ooit voor een stadsappartement. Op 22 februari 2018 kon de Wall Street Journal onthullen dat het penthouse werd gekocht door Michael Dell.

## Fotogalerij

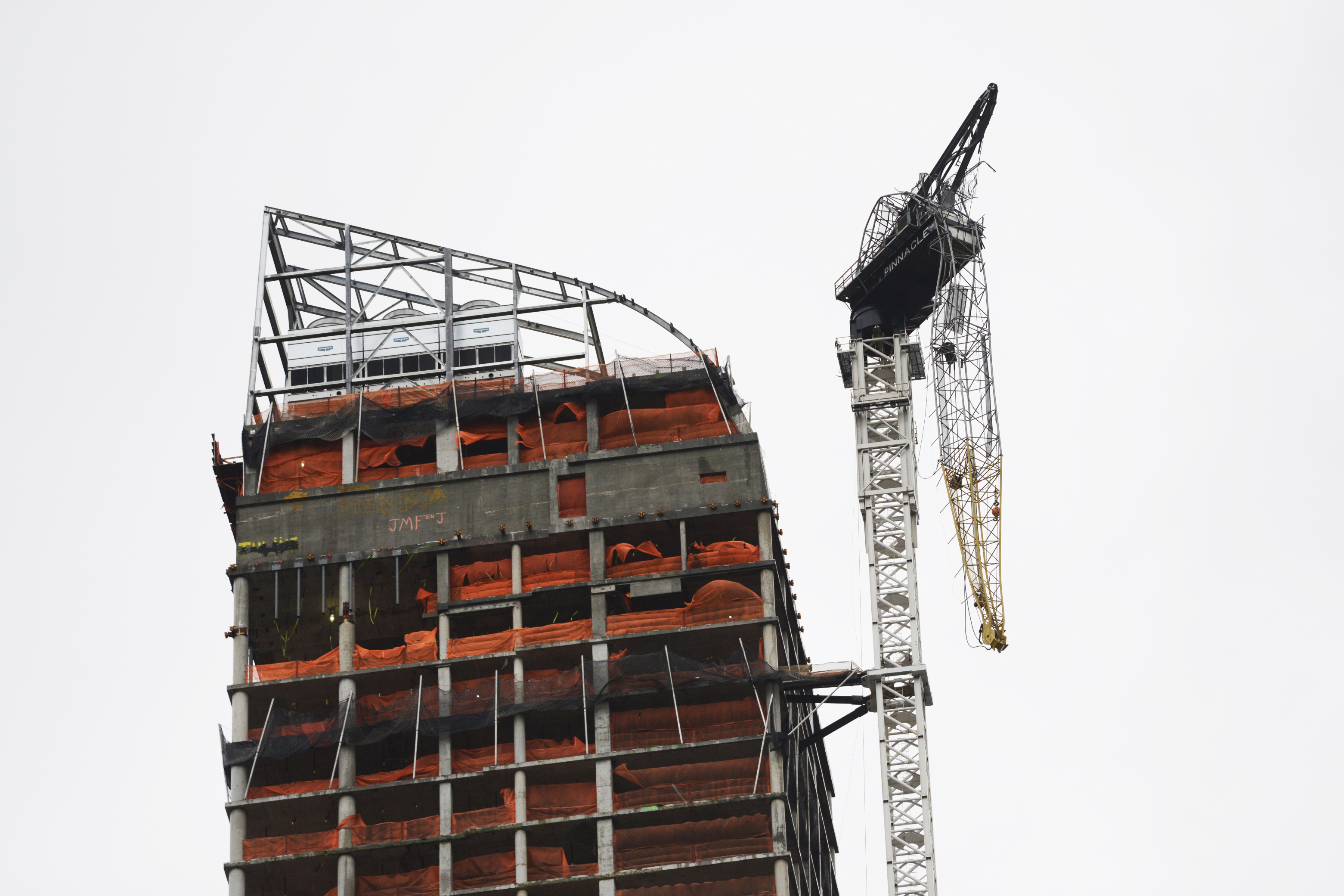
De afgebroken kraanarm op 29 oktober 2012 als gevolg van orkaan Sandy
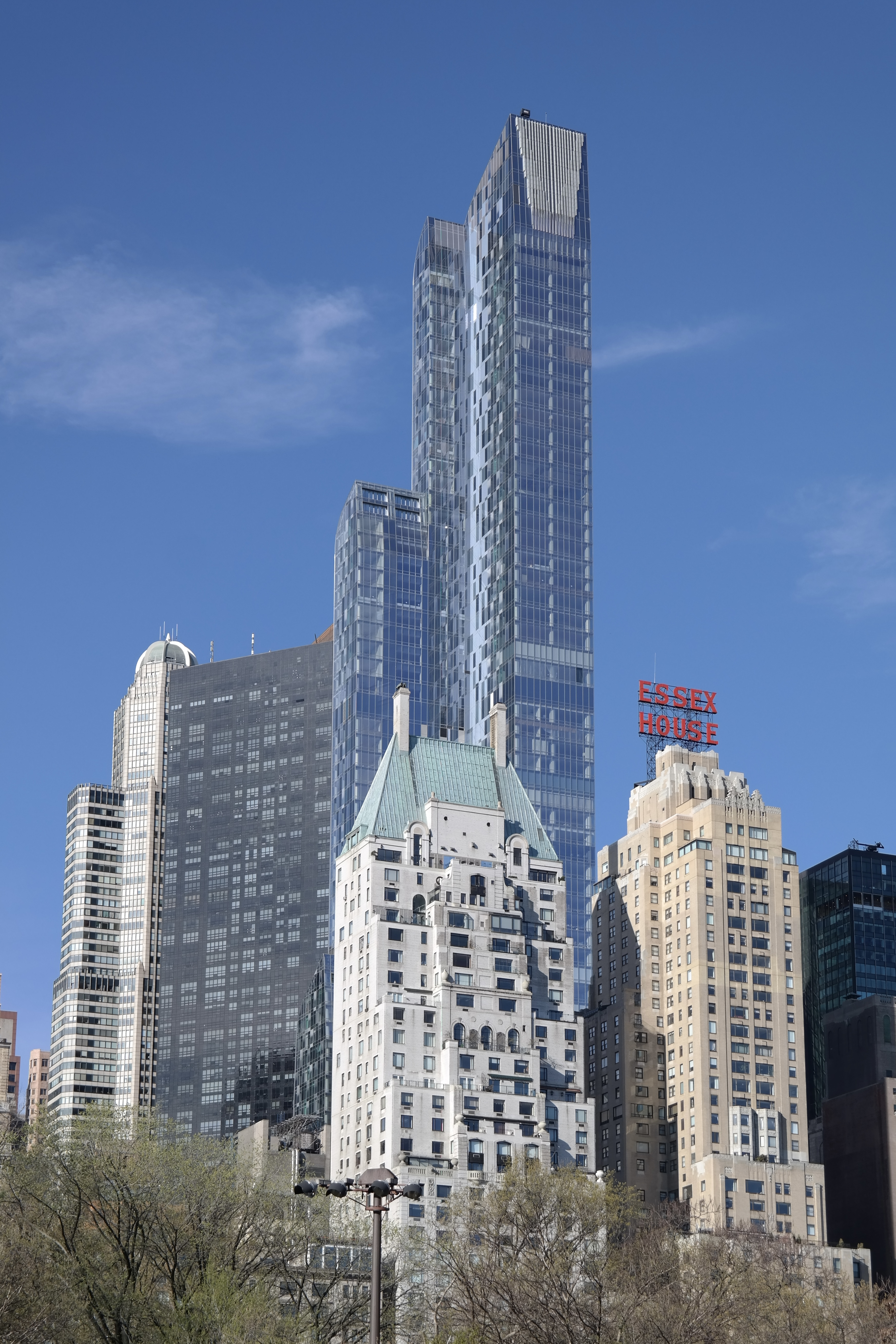
One57 gezien vanuit Central Park
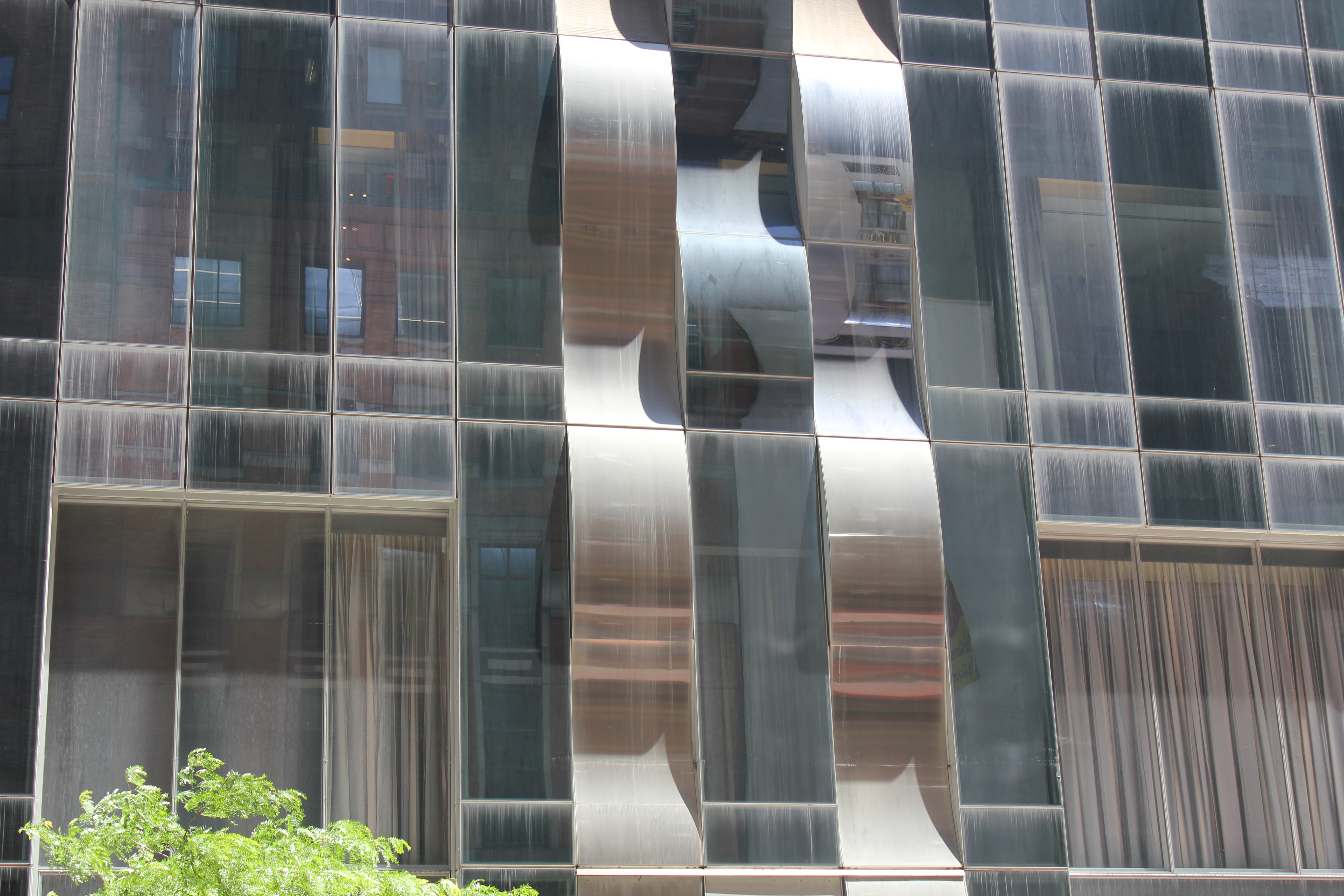
De golvende gevel van de lagere verdiepingen gelegen aan West 57th street